# Nephrotoma mossambica
Nephrotoma mossambica är en tvåvingeart som beskrevs av Alexander 1920. Nephrotoma mossambica ingår i släktet Nephrotoma och familjen storharkrankar. Inga underarter finns listade i Catalogue of Life.